# ویولن-صبا ۲
 ویولن-صبا۲ نام یک آلبوم موسیقی اثر  ابوالحسن صبا، هنرمند ایرانی است که در سبک  سنتی تهیه شده و دارای ۹ آهنگ است. حسین تهرانی نیز در ساخت این آلبوم همکاری کرده‌است.

## فهرست آهنگ‌ها
| ردیف | آهنگ        |
| ۱    | دشتی        |
| ۲    | شور         |
| ۳    | شور         |
| ۴    | ابوعطا      |
| ۵    | سه گاه      |
| ۶    | همایون      |
| ۷    | بیات اصفهان |
| ۸    | سه گاه      |
| ۹    | شور         |